# Zápoľná jaskyňa
Zápoľná jaskyňa – jaskinia krasowa w Krasie Ważeckim w północnej Słowacji. Aktualnie (2024) jej korytarze liczą 1 848 m długości, co lokuje ją na 33. miejscu najdłuższych jaskiń Słowacji.

## Położenie
Jaskinia znajduje się w granicach powiatu Liptowski Mikułasz, na obszarze katastralnym wsi Východná, na wschód od osady Svarín w dolinie Czarnego Wagu, ok. 3 km poniżej zapory na tej rzece, po jej prawej stronie, pod stromą, wapienną skałą Zápoľná.
W odniesieniu do regionalnego podziału geomorfologicznego Słowacji (Mazúr i Lukniš, 1978), jaskinia należy do jednostki geomorfologicznej Kozie Grzbiety (słow. Kozie chrbty), do jej zachodniej części zwanej Grzbietem Ważeckim (słow. Važecký Chrbát). Powstała w wąskim pasie wapieni, które tu przecinają dolinę Czarnego Wagu, ciągnąc się od Ważca w kierunku południowo-zachodnim, a których przedłużeniem jest tzw. Malužinský kras.
Otwór wejściowy jaskini znajduje się na wysokości 755 m, ok. 50 m powyżej poziomu wody rzeki.

## Historia
Jaskinia Zápoľná została odkryta przez przypadek podczas terenowych prac przygotowawczych do budowy zbiornika zaporowego na Czarnym Wagu, w trakcie prowadzenia odwiertów geologicznych w latach 1939-1941, kiedy to wykonujący wiercenia przedostali się do wejściowej części jaskini. Pierwotnie była to niewielka jaskinia o głębokości 14 m. Opisał ją później A. Droppa (1962), który w oparciu o intensywny przewiew z otworu zakładał istnienie dalszych podziemnych pustek. W tym czasie długość jaskini wynosiła ok. 50 m, a głębokość 30 m.
Przewidywane pustki speleolodzy spenetrowali dopiero w drugiej połowie lat 90. XX wieku. W trakcie prac eksploracyjnych, prowadzonych przez członków Słowackiego Towarzystwa Speleologicznego (Slovenská speleologická spoločnosť), w latach 1997 i 1998 odkryto nowe, rozległe przestrzenie jaskiniowe. Na przełomie tysiącleci długość korytarzy jaskini wynosiła 1593 m. Obecnie (wg danych na 2024 r.) łączna długość korytarzy jaskini ma długość 1848 m, a rozpiętość pionowa jaskini wynosi 59 m.